# Горно Котори
Горно Кòтори (на гръцки: Άνω Υδρούσσα, Ано Идруса, до 1928 година Άνω Κόττορι, Ано Котори) е село в Република Гърция, в община Лерин (Флорина), регион Западна Македония.

## География
Селото е разположено в Нередската планина, на 12 километра югоизточно от демовия център Лерин.

## История

### В Османската империя
В XV век в Котори са отбелязани поименно 119 глави на домакинства. В османските данъчни регистри от средата на XV век Котори е споменато с 20 глави на семейства и двама неженени: Тошо, Храно, Михо, Степан, Калко, Коста, Димо, Стайко, Братан, Манко, Станиша, Михос, Мано, Леко, Татуш, Манол, Славей, Богдан, Йорг, Папа Тома, Койо и Тодор. Общият приход за империята от селото е 1515 акчета.
В XIX век Горно Котори е село в Леринска каза, Османска империя. В 1848 година руският славист Виктор Григорович описва в „Очерк путешествия по Европейской Турции“ Кодорево като българско село. Според „Етнография на вилаетите Адрианопол, Монастир и Салоника“, издадена в Константинопол в 1878 година и отразяваща статистиката на населението от 1873 година Горно Котори (Gorno-kotori) е село в Леринска каза с 50 домакинства и 140 жители българи и 42 мюсюлмани. Отделно в Костурска каза е посочено и селището Колори (Kolori) със 120 домакинства и 450 жители българи. Според Стефан Веркович в 1889 година в селото има 56 български и 10 мюсюлмански домакинства. В 1900 година според Васил Кънчов („Македония. Етнография и статистика“) в Горно Котори живеят 168 българи християни и 174 арнаути християни.
На Етнографската карта на Битолския вилает на Картографския институт в София от 1901 година Горни Котори е чисто българско село в Леринската каза на Битолския санджак с 31 къщи.
Според сведение на ръководителите на Илинденско-Преображенското въстание в Костурско Васил Чекаларов, Лазар Поптрайков, Пандо Кляшев, Манол Розов и Михаил Розов, изпратено до всички чуждестранни консулства в Битоля на 30 август 1903 в Чифлик Котори са изгорени всички 16 къщи.
След въстанието цялото село минава под върховенството на Българската екзархия. По данни на секретаря на екзархията Димитър Мишев („La Macédoine et sa Population Chrétienne“) в 1905 година в Горно Котри (Gorno Kotri) има 216 българи екзархисти и 120 албанци християни.
При избухването на Балканската война в 1912 година 15 души от Котори (Горно и Долно) са доброволци в Македоно-одринското опълчение.

### В Гърция
През войната селото е окупирано от гръцки части и остава в Гърция след Междусъюзническата война. В 1928 година е прекръстено на Ано Идруса. Боривое Милоевич пише в 1921 година („Южна Македония“), че Горно Котори има 74 къщи славяни християни и 6 къщи арнаути християни.
След разгрома на Гърция от Нацистка Германия през април 1941 година в селото е установена българска общинска власт. В общинския съвет влизат Христо Научов, Георги Василев, Димитър Божинов, Васил Траянов, Илия Митов, Христо Траянов, Христо Стойчев, Кръсте Йотов, Ване Когаров, Пандо Панов.
В 1981 година селото има 333 жители. Според изследване от 1993 година селото е смесено „славофонско“-арванитско като „македонският език“ в него е запазен на високо ниво.
Днес жителите на селото са преобладаващо „местни“, тоест от български произход и малко арванити. Занимават се със земеделие и скотовъдство. Селото празнува на 26 юли Света Петка и на 25 януари. Основната църква в селото е „Света Петка“, построена в 1462 година.
| Име           | Име             | Ново име  | Ново име   | Описание                                                           |
| ------------- | --------------- | --------- | ---------- | ------------------------------------------------------------------ |
| Чакаларов дол | Τσακαλούρα      | Ликорема  | Λυκόρεμα   | река на СИ от Горно Котори и на ЮИ от Плешевица                    |
| Вардицe       | Βάρδιτσε        | Вардас    | Βάρδας     | връх във Вич на ЮИ от Горно Котори                                 |
| Качимаж       | Δάσος Κατσιμάζι | Плая      | Πλαγιά     | гора на С от Горно Котори                                          |
| Трап          | Τράπ            | Хандаки   | Χαντάκι    |                                                                    |
| Лазени        | Λάζενι          | Лазарейка | Λαζαραίικα | местност на С от Горно Котори                                      |
| Белко         | Μπέλκο          | Аспрорема | Άσπρόρεμα  | река, минаваща през Горно Котори, ляв приток на Белкаменската река |

Преброявания
- 1981 – 333 души
- 2001 – 402 души
- 2011 – 229 души

## Личности
Родени в Горно Котори
- Апостолос Кацутас (Απόστολος Κατσούτας), гръцки андартски деец от четвърти клас[23]
- Васил Йотевски (р. 1944), северномакедонски историк
- Георги Василев, македоно-одрински опълченец, 2 рота на 11 сярска дружина[24]
- Дине Стефанов, македоно-одрински опълченец, 2 рота на 11 сярска дружина[25]
- Коста Атанасов (1871 – ?), македоно-одрински опълченец, роден в Горно или Долно Котори, 2 рота на 9 велешка дружина[26]
- Никола (Кольо) Димитров, български революционер
- Павел Георгиев Шопов (р. 1925), член на ЕПОН, войник на ДАГ (1946 – 1949) в дружина с командир Георги Калков, в 1950 година емигрира в Полша, а в 1962 г. със семейството си се установява във Варна, България, оставя спомени[27]
- Тане Наумов (1910 – ?), гръцки партизанин
- Христо Василев (1887 – ?), македоно-одрински опълченец, роден в Горно или Долно Котори, 3 рота на 3 солунска дружина[28]
- Христо Стефанов (1888 – ?), български учител и революционер

Български общински съвет в Горно Котори в 1941 година
- Христо Научов
- Георги Василев
- Димитър Божинов
- Васил Траянов
- Илия Митов
- Христо Траянов
- Христо Стойчев
- Кръсте Йотев
- Ване Когаров
- Пандо Панов[16]